# Торговля ацтеков
Торговля в государстве ацтеков являлась одним из основных направлений экономики, обеспечивающим, помимо установления тесных экономических связей между городами, также активное строительство дорог, культурные и языковые контакты, военную разведку и многое другое. Торговцы имели высокие привилегии и некоторую власть от тлатоани, хотя их профессия была связана с определёнными рисками. Особенно большое развитие торговля получила на закате цивилизации, когда ацтеки установили тесные экономические связи с соседями.

## Почтека
Торговцы ацтеков назывались почтека. Это был привилегированный слой общества, регулирующий всю экономику Теночтитлана. К ним не относили мелких ремесленников и хозяйственников, занимавшихся торговлей в прилавках. Почтека жили в специальных кварталах — почтланах. Право торговли ацтеки передавали своим детям вместе со знаниями о рынках других городов. Особое место в жизни почтека занимали жрецы, которые предсказывали удачные или неудачные походы, дни, когда дело стоило начинать и заканчивать. Торговые экспедиции сопровождались подношениями богу Иакатекутли, ритуалами торговцев и их семьи (в частности, жёны торговцев давали обет мыться раз в 60 дней, пока муж путешествует).
Профессия торговца не была направлена исключительно на подъём экономики, почтека становились разведчиками, которые докладывали тлатоани о политической, экономической и военной ситуации в других городах, о языках и культуре далёких народов, а также о климате и топографии тех местностей. Впоследствии эта информация использовалась для вторжения на территории соседей в те периоды, когда это было необходимо. В целом же, торговля способствовала накоплению знаний о соседях и установлению, помимо экономических, и культурных связей.

## Безопасность торговли
Почтека рисковали быть ограбленными по дороге, поэтому с самого отбытия и до прибытия торговой экспедиции обратно (обычно период около года) торговцы предпринимали ряд мер по обеспечению собственной безопасности. В частности, торговцы отправлялись в путь ночью, чтобы их не заметили недоброжелатели и соперники. Также бесшумно они возвращались обратно, ничем не показывая свой успех перед другими. Каждый почтека брал с собой целую свиту, состоящую из охранников, носильщиков, учеников, помощников и прочих, кто мог пригодиться в пути.
Недалёкие походы, как правило, не были опасны, поскольку близкое расположение армий Теночтитлана гарантировало неприкосновенность торговцам. В более далёких землях, расположенных за сотни километров на север (до современного Техаса) или на юг (Гватемала), безопасность торговца могли обеспечить только охранники.
Сохранность товара входила в обязанности носильщиков, которые на специальных носилках тащили груз (обычно до 50 килограмм). Большое количество товара требовало много людей, которые их переносили. Почтека нанимали профессиональных носильщиков, которым доверяли большие состояния, наиболее скупые — использовали рабов. Чтобы обезопасить товар от неблагоприятных погодных условий, при палящем солнце или проливном дожде, товар укрывали шкурами. Это также позволяло скрыть груз от любопытных глаз.

## Торговые рынки
В зависимости от видов товара, которые продавал почтека, выбирался тот или иной рынок. Существовала своеобразная специализация: в Тескоко торговали тканями и одеждой, в Чолуле — драгоценными камнями, в Аскапоцалько и Тлателолько — рабами. Однако это не мешало торговле и другими видами товаров. Так, в Тлателолько рынки предлагали десятки видов товаров, а количество человек, как покупателей, так и торговцев, достигало нескольких десятков тысяч. Торговля велась всем: от драгоценностей, золота и дорогих одежд до сосудов, орудий труда и бытовых безделушек.
Торговые операции на крупных рынках производились обычно за наличные, хотя для некоторых случаев была предусмотрена система рассрочки, безналичный расчёт. Последние предусматривали соблюдение ряда юридических формальностей в виде заключения договора при свидетелях. Эта система была подконтрольна правительству, и в случаях нарушений договора, чаще — неуплаты, дело передавалось в суд. Долговые обязательства передавались следующему поколению. В конце концов, мог последовать арест имущества или суровое телесное наказание. Наравне с нарушениями договоров уголовному преследованию подвергались люди, устраивавшие беспорядки на рынке. Их делами занимались специальные судьи при рынках, выносившие обычно строгий вердикт.